# Prionolobus matuurai
Prionolobus matuurai là một loài rêu trong họ Cephaloziellaceae. Loài này được S. Hatt. mô tả khoa học đầu tiên năm 1944.